# Candido Iban
Candido Iban (Malinao, 3 oktober 1863 - Kalibo, 23 maart 1897) was een Filipijns revolutionair.  

## Biografie
Candido Iban volgde lagere schoolonderwijs aan de parochieschool van Malinao, (toen nog) in de provincie Capiz. Na zijn schooltijd  vertrok hij naar Iloilo en daarvandaan naar Australië. In 1894 keerde hij terug in de Filipijnen, waar hij Andres Bonifacio en zijn broer Procopio Bonifacio leerde kennen. Hij werd lid van de ondergrondse verzetsbeweging Katipunan en kocht met geld dat hij in Australië in een loterij had gewonnen een drukpers. Met die drukpers produceerde hij diverse soorten documenten voor de Katipunan, waarbij hij ondertussen zijn standplaats van tijd tot tijd veranderde om ontdekking door de Spaanse koloniale overheid te vermijden. Na verloop van tijd keerde terug naar Capiz, om daar een lokale tak van de Katipunan op te richten. Onderweg naar Kalibo werd hij echter aangehouden en gevangengenomen. Samen met 18 anderen, onder wie zijn broer werd hij daarna in Kalibo standrechtelijk geëxecuteerd.

## Bron
- Carlos Quirino, Who's who in Philippine history, Tahanan Books, Manilla (1995)